# La Mulería
La Mulería es una localidad y pedanía española perteneciente al municipio de Cuevas del Almanzora, en la provincia de Almería. Está situada en la parte nororiental de la comarca del Levante Almeriense. Anexa a esta localidad se encuentra el núcleo de Pocos Bollos, y un poco más alejados están Las Herrerías, Cuatro Higueras, Las Rozas, El Arteal, La Rioja y Burjulú.
La Mulería está enmarcada en la sierra de Almagro, a quince minutos de costa mediterránea por Villaricos o Palomares.

## Demografía
Según el Instituto Nacional de Estadística de España, en el año 2021 La Mulería contaba con 135 habitantes censados, lo que representa el 0,92% de la población total del municipio.

### Evolución de la población
| Gráfica de evolución demográfica de La Mulería entre 2011 y 2021 |
|                                                                  |
| Datos según el nomenclátor publicado por el INE.                 |

## Comunicaciones

### Carreteras
La principal vía de comunicación que transcurre junto a esta localidad es:
| Identificador | Denominación                       | Itinerario                               |
| ------------- | ---------------------------------- | ---------------------------------------- |
| AL-8105       | De A-332 a A-332 por Las Herrerías | A-332 (Vta. El Perejil) - A-332 (Duarte) |

Algunas distancias entre La Mulería y otras ciudades:
| Ciudades             | Distancia (km) |
| -------------------- | -------------- |
| Cuevas del Almanzora | 9              |
| Vera                 | 11             |
| Almería              | 98             |
| Murcia               | 123            |
| Granada              | 217            |

## Cultura

### Patrimonio
Entre el patrimonio artístico de La Mulería destaca la ermita de Nuestra Señora del Carmen, situada en el centro del pueblo alrededor de un pequeño parque. Además, existe un edificio dedicado a las reuniones vecinales llamado Centro Social Cultural, donde se realizan diversas actividades.

### Fiestas
Las fiestas patronales de esta pedanía antiguamente tenían lugar en invierno, pero desde hace décadas se vienen celebrando en torno al 25 de agosto. En los días anteriores se hacen varias actuaciones de grupos musicales, comidas para todo el pueblo y distintas actividades para todas las edades. También cabe destacar la romería de la Virgen del Carmen, cuya imagen —que data del siglo XVI— se procesiona por las calles de la localidad.